# Джордж Лоуренс Прайс
Джордж Лоуренс Прайс (англ. George Lawrence Price; 15 грудня 1892, Фалмут, Нова Шотландія, Канада — 11 листопада 1918, Вілль-сюр-Ген, Бельгія) — канадський солдат. Вважається останнім солдатом Британської імперії, вбитий у Першій світовій війні.

## Ранні роки

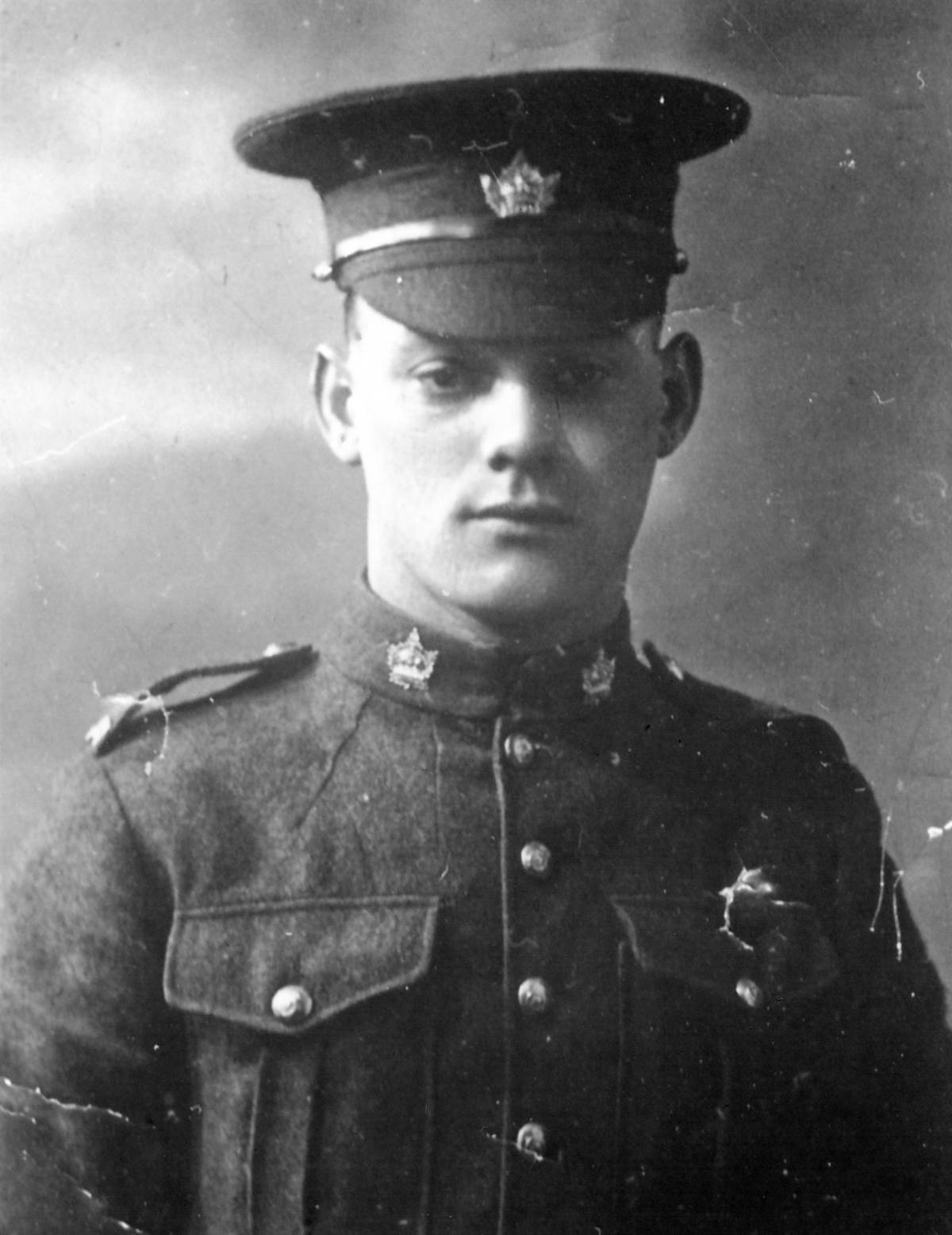
Джордж Лоуренс Прайс у військовій формі. Фотографія до 1918 року

Прайс народився 15 грудня 1892 року в селі Фалмут у Новій Шотландії, Канада. Зростав у селі Порт-Вільямс. Був третьою дитиною в родині Джеймса Ефрейма та Енні Роуз Прайсів. У молодому віці переїхав до Мус-Джо, Саскачеван, де 15 жовтня 1917 року був призваний до армії. Служив у роті «А» 28-го батальйону Канадського експедиційного корпусу.

## 11 листопада 1918 року
На фронті Першої світової війни в Бельгії 11 листопада 1918 року мала атакувати 6-та канадська піхотна бригада 2-ї канадської дивізії. Серед підрозділів 6-ї бригади йти в атаку було обрано 28-й та 31-й батальйони. Уранці 11 листопада 28-й батальйон отримав наказ просуватися під містом Фрамрі до села Гавр, захищаючи мости на Центральному каналі. Підрозділ просувався швидко починаючи з 4:00 й о 9:00 зайняв позицію на березі каналу навпроти села Вілль-сюр-Ген. Там батальйон отримав повідомлення, що бойові дії війни повинні закінчитися об 11:00 відповідно до Комп'єнського перемир'я. На іншому березі каналу канадські солдати, серед яких був Прайс, виявили німецькі позиції, прикриті цегляними конструкціями. Вони організували групу з п'яти солдатів, яка перетнула канал мостом для обшуку. Обшукуючи будинки, вони натрапили на німецьких солдатів, які встановлювали кулемети на цегляній стіні. Побачивши канадців, вони відкрили вогонь, проте згодом почали відступати. Після цього Джорджа Прайса поранив у праву частину грудей німецький снайпер, коли він вийшов на вулицю з одного з будинків. Його затягнули всередину й попросили бельгійську медсестру надати йому допомогу, проте о 10:58, за дві хвилини до початку загального перемир'я, він помер.

## Вшанування пам'яті

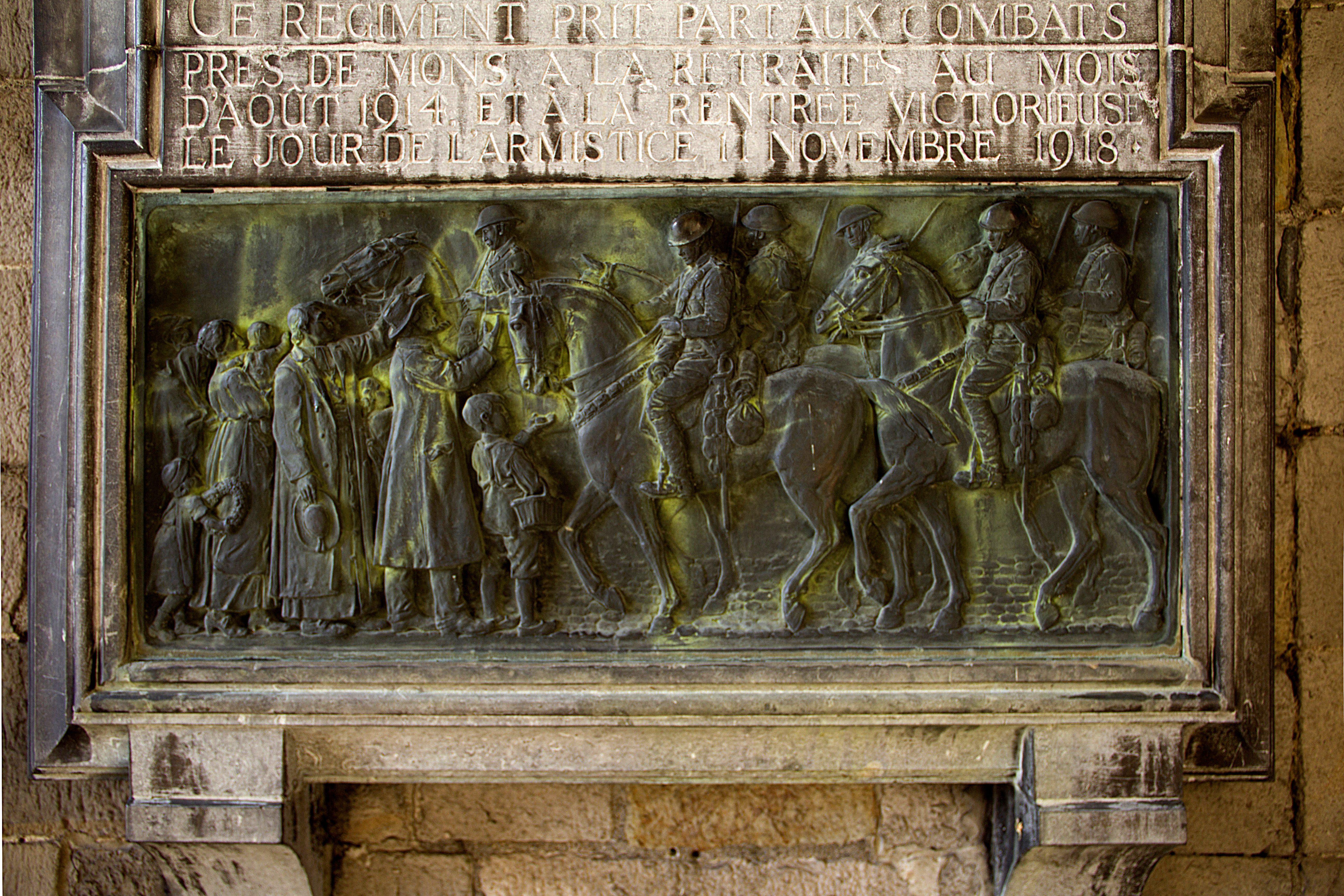
Меморіал, присвячений військовослужбовцям Британського експедиційного корпусу, що взяли участь у Першій світовій війні. Монс, Бельгія

Спочатку Прайса поховали на Старому комунальному кладовищі Гавра. На цьому ж кладовищі поховані Джон Парр та Джордж Едвін Еллісон — перший та останній британські солдати, вбиті у Першій світовій війні. За даними Управління у справах ветеранів Канади, згодом Прайса перепоховали на військовому кладовищі Сен-Сімфорієн на південному заході від Монса.
1968 року, в 50-ту річницю смерті Прайса, солдати його роти, що дожили доти, приїхали у Вілль-сур-Ген і встановили меморіальну дошку на тому будинку, де помер Прайс. Напис на дошці:
|  | У пам'ять про рядового 256265 Джорджа Лоуренса Прайса, 28-й північно-західний батальйон, 6-та канадська піхотна бригада, 2-га канадська дивізія, вбитий у бою поблизу цього місця о 10:58 11 листопада 1918 року, останній канадський солдат, убитий на Західному фронті Першої світової війни. Встановлено його товаришами, 11 листопада 1968 |

Відтоді будинок знесли, але меморіальну дошку встановили на цегляному пам'ятнику неподалік місця, де він стояв.
1991 року за кошти Вілль-сюр-Гена було зведено новий пішохідний міст через Центральний канал; за результатами плебісциту, проведеного серед місцевого населення, мосту було присвоєно ім'я Джорджа Лоуренса Прайса (фр. Passerelle George Price).

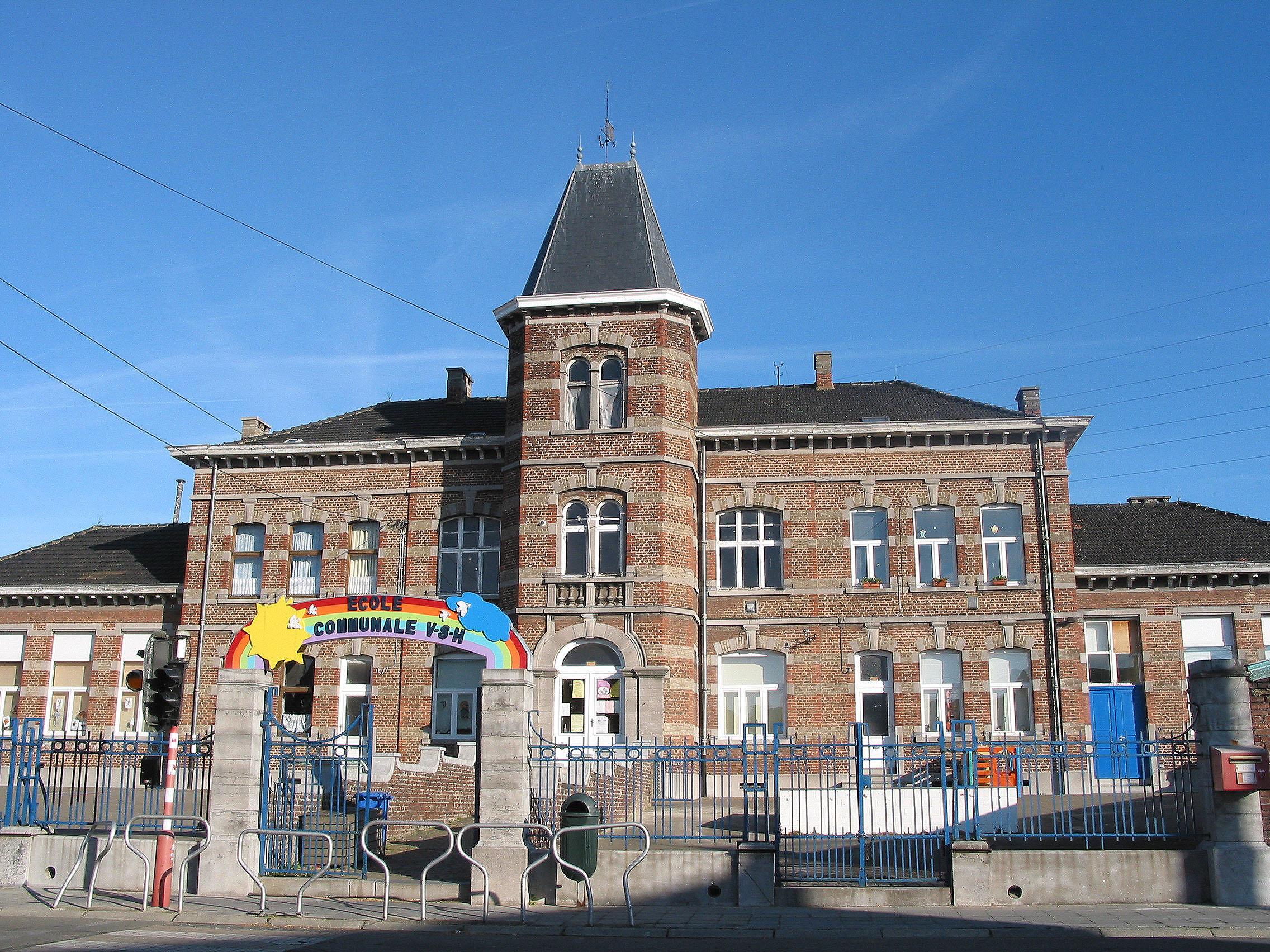
Муніципальна школа Вілль-сюр-Гена, названа на честь Прайса

24 квітня 2015 року муніципальній школі Вілль-сюр-Гена було присвоєно ім'я Прайса.
2016 року медалі Прайса та меморіальну дошку на його честь передали Канадському музею війни.